# 永登韭
永登韭（学名：Allium yongdengense）为葱科葱属的植物，是中国的特有植物。分布在中国大陆的甘肃省等地，多生长于向阳山坡，目前已由人工引种栽培。